# Spring nicht

«Spring nicht'» та «Don't Jump» — пісні німецького поп-рок гурту Tokio Hotel. Німецькомовна версія пісні, «Spring nicht», була випущена як другий сингл з другого альбому гурту Zimmer 483.
Пізніше пісня була перекладена та перезаписана (отримала назву «Don't Jump») для першого англомовного альбому Tokio Hotel Scream. 8 лютого 2008 року було створено музичне відео до пісні «Don't Jump», а 4 квітня вона була випущена як офіційний сингл.

## Музика та слова
Назва пісні Spring Nicht перекладається як «Не стрибай» і була написана, щоби заохотити підлітків намагатися знайти інші способи вирішення проблем, проте не найлегшим шляхом — самогубством. Не зважаючи  на те, який галас здійняло це відео, соліст гурту Білл Кауліц, який був співавтором написання слів до пісні, заявив, що в нього ніколи не виникало думок щодо самогубства.

## Музичне відео
Дія в музичному відео для німецькомовної версії пісні «Spring nicht» відбувається вночі та починається з того, як соліст гурту, Білл Кауліц, одягнений у довге шкіряне пальто, йде через місто. Він проходить повз чоловіка, який грабує магазин та іншого, котрий краде речі у безхатченка. В той же самий час, друга версія Білла (зодягненого у футболку, джинси з розрізом знизу та кедах), стоїть на краю багатоповерхової автостоянки, із мокрими очима і ось-ось готовий стрибнути донизу. В той час, як декілька людей помітили зверху фігуру людини, яка, швидше за все, збирається скинутися донизу, ніхто нічого не робить, а просто стоять і дивиться угору, перша версія Білла проривається через опечатаний поліцією кордон і біжить по східцях на дах. Там, обидва дивляться один на одного і тут виникає третя версія Білла (ідентична тій, котра хоче скинутися). Третя версія спокійно сходить і йде геть від в той час як той Білл, котрий стояв на краю, падає з будівлі, а версія Білла у довгому пальто просто кудись зникає, і залишається неясним той факт, чи хтось таки здійснив самогубство чи ні. Протягом відео показуються моменти, де гурт грає в тій будівлі.
Музичне відео для англомовної версії, «Don't Jump», подібне оригінально до пісні «Spring nicht,» однак, через галас навколо німецької версії відео, англомовна не містить моменту, коли версія Білла, котрий хоче здійснити самогубство, падає. Ажіотаж навколо цього дійшов навіть до того, що по новинах на німецькому телебаченню зробили репортаж, який стосується теми суїциду у музичних відео. Це єдине відео Tokio Hotel, де Білла можна побачити без звичного макіяжу (не рахуючи декількох архівних зображень, показаних у кліпі «An deiner Seite».)
Англомовна версія відеокліпу злетіла на 1  місце і до сих пір знаходиться у найкращій четвірці у чартах Latino America MTV (станом на 7 березня 2008 року).

## Перелік форматів та доріжок
These are the formats and track listings of major single releases of «Spring nicht» and «Don't Jump».
- CD-сингл: Spring nicht

1. «Spring nicht» (сингл-версія) — 4:08
2. «Reden» (Unplugged video)

- CD максі-сингл: Spring nicht

1. «Spring nicht» (сингл-версія) — 4:08
2. «Spring nicht» (ремікс від Robots to Mars) — 3:25
3. «In die Nacht» — 3:19
4. «483 Touproben Outtakes» — 2:00

- «Tokio Hotel Mediaplayer & Bildergalerie»

- DVD-сингл: Spring nicht

1. «Spring nicht» (музичне відео) — 4:08
2. «Spring nicht» (створення відео) — 8:03
3. «Stick ins Glück» (Unplugged «Tourproben» відео) — 2:56
4. «Studioführung Bill & Tom» (video) — 5:03

- CD-сингл: Don't Jump

1. «Don't Jump» — 4:09
2. «Geh» — 4:22

## Чарти
| Чарт (2007) 1                | Максимальна позиція |
| ---------------------------- | ------------------- |
| Австрійський Singles Chart   | 7                   |
| Данський Singles Chart       | 10                  |
| Французький Singles Chart    | 9                   |
| Німецький Singles Chart      | 3                   |
| Швейцарський Singles Chart   | 21                  |
| Чарт (2008) 2                | Максимальна позиція |
| Бельгійський Singles Chart 3 | 39                  |
| Нідерландський Singles Chart | 9                   |
| Нідерландський Top 40        | 22                  |

Зауваження
- 1: Перша таблиця позицій у чартах (2007) стосується німецькомовної версії пісні , «Spring Nicht»
- 2: Друга таблиця позицій у чартах  (2008) стосується англомовної версії пісні, «Don't Jump»
- 3: Німецькомовна версія, «Spring Nicht», увійшла до чарту протягом 2008 року.

У Аргентині «Don't Jump» як сингл було випущено у травні 2008 року, отримавши тільки радіо-ефір.